# Związek Centroprawicowy
Związek Centroprawicowy (lit. Centro dešinės sąjunga) – litewska partia polityczna założona w 2014. Do 2020 działała pod nazwą Litewski Związek Wolności (lit. Lietuvos laisvės sąjunga), następnie do 2025 funkcjonowała jako Wolność i Sprawiedliwość (lit. Laisvė ir teisingumas).

## Historia
Ugrupowanie powstało 12 lipca 2014 na kongresie zjednoczeniowym Związku Liberałów i Centrum oraz Związku TAK – po porażce LiCS i burmistrza Wilna Artūrasa Zuokasa w wyborach europejskich. Za swój cel postawiła sobie umacnianie wolności w różnych obszarach życia – mottem partii stała się triada: wolny człowiek, otwarte społeczeństwo, silne państwo (lit. laisvas žmogus, atvira visuomenė, stipri valstybė). LLS odwoływała się także do wartości chrześcijańskich oraz dorobku prezydentury Valdasa Adamkusa.
Na przewodniczącego LLS wybrano ówczesnego burmistrza Wilna Artūrasa Zuokasa. Wśród wiceprzewodniczących znaleźli się Regimantas Čiupaila, Sigitas Šiupšinskas (wiceminister spraw wewnętrznych w rządzie Andriusa Kubiliusa) oraz Dalia Štraupaitė (radna Wisagini).
W wyborach lokalnych w 2015 związek wprowadził 52 radnych, jego lider bez powodzenia ubiegał się o reelekcję w wyborach miejskich w Wilnie. W wyborach do Sejmu w 2016 partia z wynikiem 2,1% głosów nie przekroczyła wyborczego progu. W wyborach samorządowych w 2019 ugrupowanie uzyskało 31 mandatów radnych.
W 2020 ugrupowanie zmieniło nazwę na Wolność i Sprawiedliwość. Przyłączyły się do niego partia Porządek i Sprawiedliwość oraz ruch „Pirmyn, Lietuva” Artūrasa Paulauskasa. Na czele formacji stanął wówczas Remigijus Žemaitaitis. W wyborach w tym samym roku ugrupowanie dostało 2,0% głosów, nie przekraczając wyborczego progu. Jej lider jako jedyny przedstawiciel stronnictwa został wybrany do Sejmu, wygrywając w okręgu jednomandatowym. W wyborach lokalnych w 2023 mandaty radnych z list partii uzyskało 55 osób.
Jesienią 2022 Remigijus Žemaitaitis odszedł z funkcji przewodniczącego; kierownictwo partii czasowo przejął Artūras Paulauskas. W 2024 przewodniczącym ugrupowania został Artūras Zuokas. W wyborach w 2024 formacja otrzymała 0,8% głosów; jej jedynym przedstawicielem w Sejmie został lider partii, który wygrał głosowanie w okręgu jednomandatowym. W 2025 formacja przyjęła nową nazwę – Związek Centroprawicowy.